# ホスホエノールピルビン酸ホスファターゼ
ホスホエノールピルビン酸ホスファターゼ(Phosphoenolpyruvate phosphatase、EC 3.1.3.60)は、以下の化学反応を触媒する酵素である。
ホスホエノールピルビン酸 + 水{\displaystyle \rightleftharpoons }ピルビン酸 + リン酸
従って、この酵素の2つの基質はホスホエノールピルビン酸と水、2つの生成物はピルビン酸とリン酸である。
この酵素は加水分解酵素に分類され、特にリン酸エステル結合に作用する。系統名は、ホスホエノールピルビン酸ホスホヒドロラーゼ(phosphoenolpyruvate phosphohydrolase)である。